# Utricularia sandwithii
Utricularia sandwithii — вид рослин із родини пухирникових (Lentibulariaceae). 

## Біоморфологічна характеристика
Стебла і чашолистки тьмяні коричнювато-червоні. Віночок дуже насичений золотисто-жовтий. Шпора горизонтально-дугоподібна під нижньою губою і не або ледве перевищує її.

## Середовище проживання
Зростає на півночі Південної Америки (пн. Бразилія, Гаяна, Суринам, Венесуела).